# Eucalyptus nicholii
Eucalyptus nicholii ist eine Pflanzenart innerhalb der Familie der Myrtengewächse (Myrtaceae). Sie kommt im Nordosten von New South Wales vor und wird dort „Small-leaved Peppermint“, „Narrow-leaved Peppermint“, „Narrow-leaved black Peppermint“, „Willow-leaved Peppermint“ oder „Willow Peppermint“ genannt.

## Beschreibung

### Erscheinungsbild und Blatt

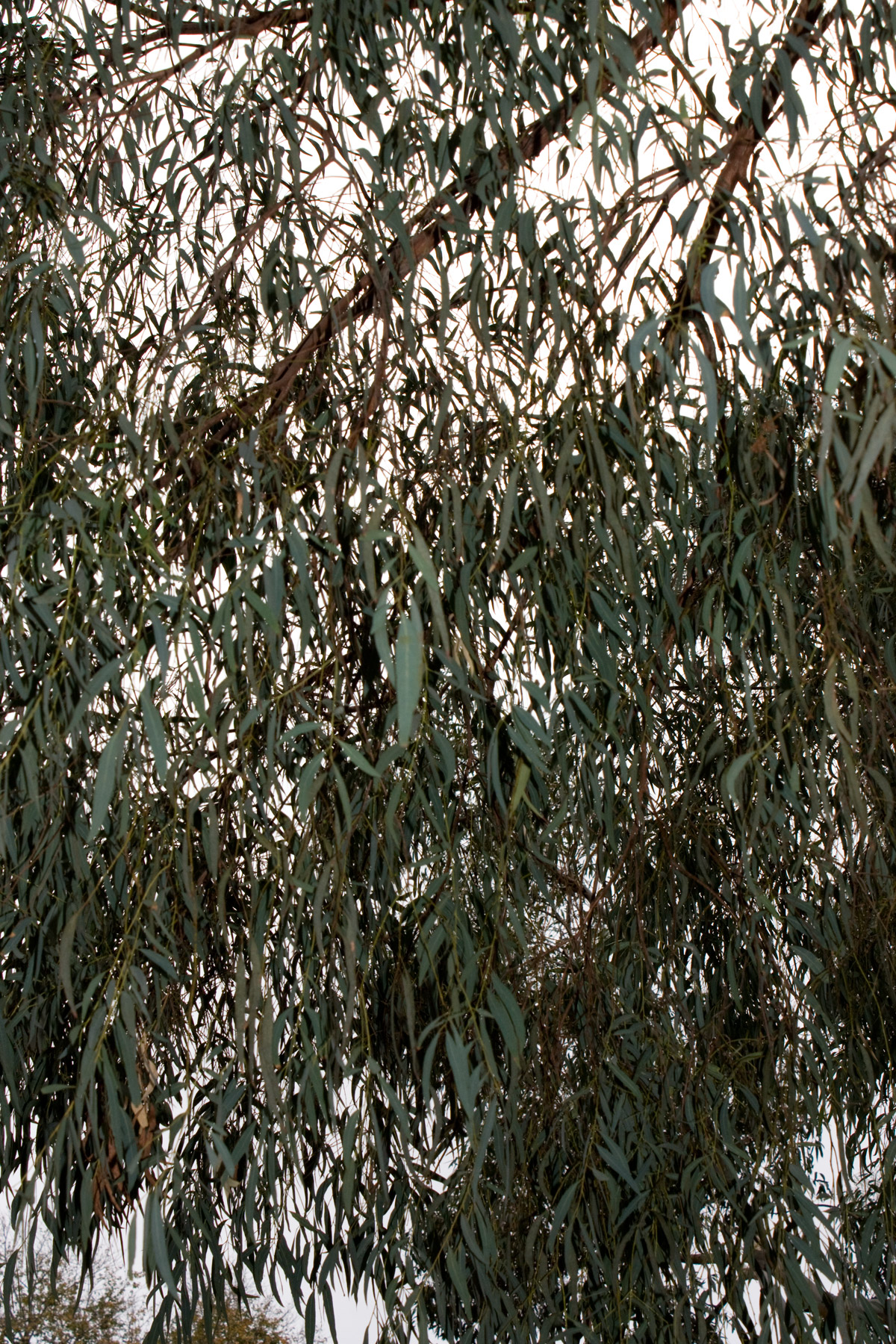
Laubblätter

Eucalyptus nicholii wächst als Baum, der Wuchshöhen von bis über 20 Meter erreicht. Die Borke verbleibt am Stamm und den größeren Zweigen, an den kleineren Zweigen oder am gesamten Baum, ist grau bis grau-braun und fasrig („Peppermint“). An den oberen Teilen des Baumes ist sie glatt, grau und schält sich in kurzen Bändern. Die kleinen Zweige besitzen eine grüne Rinde. In der Borke gibt es Öldrüsen, nicht jedoch im Mark der jungen Zweige. Der Stammdurchmesser erreicht über 1 Meter, selten bis 1,5 Meter.
Bei Eucalyptus nicholii liegt Heterophyllie vor. An jungen Exemplaren sind die vielen Laubblätter linealisch bis schmal-lanzettlich und matt grau-grün. Bei mittelalten Exemplaren sind die vielen sitzenden, matt grau-grünen Laubblätter bei einer Länge von etwa 5 cm und einer Breite von etwa 0,5 cm linealisch bis schmal-lanzettlich, gerade und ganzrandig. An erwachsenen Exemplaren sind die Laubblätter in Blattstiel und Blattspreite gegliedert. Der Blattstiel ist 7 bis 12 mm lang. Die auf Ober- und Unterseite gleichfarbig matt grau-grüne Blattspreite ist bei einer Länge von 6 bis 12 cm und einer Breite von 0,5 bis 1,0 cm schmal-lanzettlich, relativ dünn, sichelförmig gebogen, verjüngt sich zur Spreitenbasis hin und besitzt ein spitzes oder ausgerandetes oberes Ende. Die kaum erkennbaren Seitennerven gehen in mittleren Abständen in einem spitzen Winkel vom Mittelnerv ab. Die Keimblätter (Kotyledone) sind verkehrt-nierenförmig.

### Blütenstand und Blüte
Seitenständig an einem bei einer Länge von 5 bis 8 mm im Querschnitt stielrunden Blütenstandsschaft stehen in einem einfachen Blütenstand etwa sieben Blüten zusammen. Die 2 bis 3 mm langen Blütenstiele sind stielrund. Die nicht blaugrün bemehlten oder bereiften Blütenknospen sind bei einer Länge von 3 bis 5 mm und einem Durchmesser von 2 bis 3 mm ei- oder spindelförmig. Die Kelchblätter bilden eine Calyptra, die früh abfällt. Die glatte Calyptra ist konisch, ein- bis zweimal so lang wie oder kürzer als der glatte Blütenbecher (Hypanthium) und so breit wie dieser. Die Blüten sind weiß oder cremeweiß.

### Frucht
Die gestielte Frucht ist bei einer Länge von 2 bis 5 mm und einem Durchmesser von 3 bis 4 mm halbkugelig oder konisch und dreifächerig. Der Diskus ist flach, die Fruchtfächer stehen heraus.

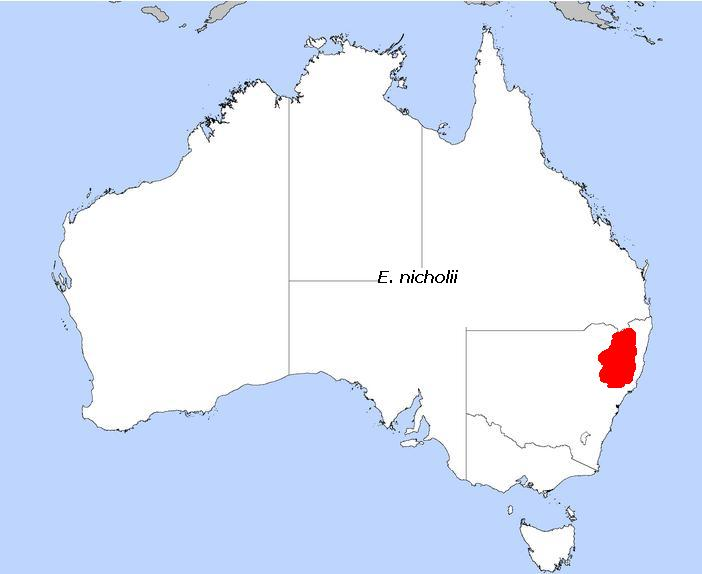
Natürliches Verbreitungsgebiet

## Vorkommen und Gefährdung
Das natürliche Verbreitungsgebiet von Eucalyptus nicholii ist das nördliche Tafelland von New South Wales,nordöstlich von Tenterfield.
Eucalyptus nicholii wächst begrenzt und selten in lichten Hartlaub- oder grasigen Wäldern auf flachen, relativ unfruchtbaren Böden über Schiefer.
Eucalyptus nicholii wird in der Liste der NSW threatened species als „vulnerable“ = gefährdet bewertet und die ROTAP-Einteilung ist 3V.

## Taxonomie
Die Erstbeschreibung von Eucalyptus nicholii erfolgte 1929 durch Joseph Maiden in A Critical evision of the Genus Eucalyptus, Volume 8, 1, S. 52. Synonyme von Eucalyptus nicholii Maiden & Blakely sind: Eucalyptus acaciiformis var. linearis H.Daene & Maiden, Eucalyptus acaciaeformis var. linearis H.Deane & Maiden orth. var.